# Pasul Spluga
Pasul Spluga (germ: Splügenpass; ital: Passo dello Spluga) este o trecătoare care se află la altitudinea de 2.113 m deasupra n.m. și care leagă regiunea Rheinwald (ret. Valrain) din cantonul Graubünden, Elveția cu Chiavenna din Provincia Sondrio și Lacul Como din Lombardia, Italia. Pasul este situat la granița dintre Elveția și Italia, el fiind și cumpăna apelor dintre Rin și Pad. Trecătoarea era cunoscută deja în timpul romanilor, probabil era numită „Cunus Aureus“ (vârful de aur) sau acesta era numele trecătorii Julierpass (ret. Pass dal Gueglia; ital. Passo del Giulia). Construcția șoselei a fost terminată în vara anului 1823 de Austria care pe atunci stăpânea orașul Milano. Interesant este de menționat faptul că trecătoarea pe o traseu de 30 de km, are o diferență de nivel de 1800 m. Planurile făcute prin secolul al XIX-lea, de a se construi o cale ferată, au fost împiedicate de împotrivirea cantonului Tessin, care ar fi fost astfel izolat. În cele din urmă s-a construit calea ferată prin Pasul Sankt Gotthard. Prin construirea tunelului de la pasul San-Bernardino trecătoarea Spluga, a pierdut din importanță. Iarna Pasul Spluga este închis, nu departe de trecătoare, la o altitudine de 2100 m există un platou de cuarțit, care era exploatat în trecut ca plăci de acoperit clădiri.